# Enriqueta Marti i Ripolles

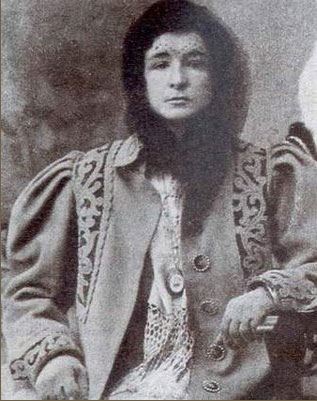
Enriqueta Marti (przed 1913 rokiem)

Enriqueta Marti i Ripolles zwana wampirzycą z Barcelony (ur. w 1868 w Sant Feliu de Llobregat, zm. 12 maja 1913 w Barcelonie) – hiszpańska morderczyni dzieci, sutenerka oraz porywaczka.

## Wczesne lata
Enriqueta Marti i Ripolles urodziła się w 1868 roku w Sant Feliu de Llobregat w Hiszpanii. We wczesnych latach swojego życia Enriqueta poznawała właściwości leczniczych ziół. Jako nastolatka, dziewczyna postanowiła wyjechać do Barcelony. Początkowo pracowała jako służąca i opiekunka do dzieci. Jednak Enriqueta zrezygnowała ze swoich wcześniejszych zajęć i została prostytutką. W wieku 27 lat kobieta wyszła za mąż za malarza Joana Pujaló. Ich związek rozpadł się, ponieważ Enriqueta nie dochowywała wierności mężowi.

## Działalność przestępcza
Po pewnym czasie Enriqueta zaczęła prowadzić dom publiczny z nieletnimi osobami. Swoje ofiary kobieta najczęściej odnajdywała na ulicy lub w przytułkach. Dzieci skuszone słodyczami zostawały porywane, a następnie więzione i zmuszane do prostytucji. Kobieta w czasie porwań często udawała, że jest matką uprowadzanego dziecka. W 1909 roku do mieszkania Enriquety weszła policja, która podejrzewała, że kobieta prowadzi dom publiczny i zmusza do prostytucji dzieci w wieku od 3 do 14 lat. Podczas policyjnego nalotu okazało się, że z domu publicznego Marti korzysta pewien młodzieniec, który miał bardzo wpływową rodzinę. Akta sprawy Enriquety zniknęły, a kobieta została na wolności. Prawdopodobnie nie trafiła do więzienia, ponieważ znała wiele wpływowych osób w mieście. Przestępcza działalność mieszkanki Barcelony trwała nadal. Kobieta oprócz sutenerstwa zajmowała się tworzeniem magicznych maści i balsamów zrobionych ze sproszkowanych kości, włosów, krwi i tłuszczu zamordowanych dzieci. Mikstury miały pomagać w wyleczeniu gruźlicy, chorób wenerycznych oraz mieć działanie odmładzające. Klientami morderczyni było wielu znanych i bogatych mieszkańców Barcelony. W produkty stworzone przez Marti miał zaopatrywać się sam król Hiszpanii Alfons XIII, jednak informacja ta nie została potwierdzona.

## Koniec przestępczej działalności i śmierć
Mieszkańcy Barcelony zauważyli, że w mieście bardzo wiele dzieci zniknęło. Pomimo wielu zgłoszeń zaginięć policja nie poszukiwała morderczyni. Władze miasta wydały oświadczenie, w którym stwierdzono, że plotki o porwaniach dzieci są fałszywe. 27 lutego 1912 roku sąsiadka Enriquety zauważyła w oknie jej domu dziewczynkę z ogoloną głową. W mieście prowadzono poszukiwania Teresity Guitart, która była córką bardzo szanowanej, lecz niezamożnej rodziny. Sąsiadka spytała Marti czy widziała jej dziecko, ale kobieta nie udzieliła odpowiedzi. Mieszkanka Barcelony opowiedziała o sprawie sprzedawcy materaców, który udzielił zeznań na komisariacie. Śledczy udali się do mieszkania Marti pod pretekstem podejrzenia o posiadanie kur. Mężczyźni spotkali dwie dziewczynki, które początkowo twierdziły, że są córkami morderczyni. Dziewczynki po pewnym czasie przyznały, że zostały porwane. Jedną z dziewczynek okazała się być Teresita, która zeznała, że Marti maltretowała ją fizycznie i psychicznie. Teresita mogła jeść tylko ziemniaki i stary chleb. Druga z dziewczynek zeznała, że widziała jak Enriqueta zaszlachtowała chłopca o imieniu Pepito na kuchennym stole. Wystraszona dziewczynka wróciła do łóżka i udawała, że śpi. W mieszkaniu sutenerki znaleziono zakrwawioną wannę, wiele kości dzieci oraz 50 słoików z zakonserwowanymi ludzkimi szczątkami. Znaleziono również „magiczne eliksiry” zrobione z dziecięcych ciał oraz listę klientów Marti. Po zatrzymaniu kobieta twierdziła, że nie mordowała dzieci, a jedynie pomagała im i odsyłała je na wieś. Szczątki dziecięcych ciał według kobiety służyły do tworzenia „leczniczych eliksirów”. Kobiecie nigdy nie postawiono zarzutu zabójstwa. Została aresztowana za porwania oraz fałszowanie dokumentów. Według jednej z wersji do procesu Enriquety nie doszło (był on wiele razy odraczany), a ona sama zmarła w areszcie. Według drugiej wersji kobieta została skazana na 11 miesięcy pozbawienia wolności. Okoliczności śmierci Marti nie są jasne. Enriqueta miała zostać zamordowana przez inne więzione kobiety, jednak w gazetach podano informację, że Marti zmarła na tajemniczą chorobę (w innej wersji miała mieć nowotwór macicy).